# Пруглов Артур Андрійович
Артур Андрійович Пруглов — український військовослужбовець, капітан Національної гвардії України, учасник російсько-української війни, що відзначився у ході російського вторгнення в Україну. Герой України (2024).

## Життєпис
Закінчив Сєвєродонецьку школу № 18. З 2015 року навчався і 2019-го — успішно закінчив командно-штабний факультет Національної академії Національної гвардії України .
Під час російського вторгнення в Україну — капітан Національної гвардії України. Групи під його командуванням успішно штурмували позиції окупанта, знищували його техніку та солдатів, звільнили полонених нацгвардійців та сприяли виведенню українських військових з оточення. Брав участь в обороні Рубіжного та у боях поблизу Кремінної.

## Нагороди
- Звання Герой України з врученням ордена «Золота Зірка» (25 березня 2024) — за особисту мужність і героїзм, виявлені у захисті державного суверенітету та територіальної цілісності України, самовіддане служіння Українському народові[3]. Нагороду отримав з рук президента України Володимира Зеленського у Києві на урочистостях з нагоди 10-ї річниці створення Національної гвардії України[2][4][5].
- Медаль «За військову службу Україні» (30 грудня 2023) — за особисту мужність і самовідданість, виявлені у захисті державного суверенітету та територіальної цілісності України, сумлінне та бездоганне служіння Українському народові[6].